# فاروق بگلی
فاروق بگلی (انگلیسی: Faruk Begolli; ۱۴ فوریهٔ ۱۹۴۴ – ۲۳ اوت ۲۰۰۷) بازیگر سرشناس آلبانیایی-کوزوویی بود.
از فیلم‌ها یا برنامه‌های تلویزیونی که وی در آن نقش داشته‌است می‌توان به جنگ نرتوا، رؤیا اشاره کرد.